# Opera kantońska
Opera kantońska – jedna z głównych odmian opery chińskiej, wywodząca się z południowych Chin. 
Opera kantońska jest jednym z rodzajów tradycyjnego teatru chińskiego, w którym śpiew i mówione linie są wygłaszane w dialekcie kantońskim. Jest powszechnie spotykana w regionach posługujących się dialektem kantońskim, do których należą głównie: Guangdong, Guangxi, Hongkong i Makau. 
W każdym spektaklu historia opowiadana jest za pomocą „czterech podstawowych umiejętności”: śpiewu, gry aktorskiej, wypowiadania słów i sztuk walki. Są one wzbogacone o makijaż sceniczny, kostiumy, rekwizyty i uderzenia perkusyjne na gongach i bębnach. Tworzą mieszaninę: literatury, dramatu, śpiewu ballad, tańca i sztuk walki. Styl śpiewu, typy ról, charakteryzacja, stylizowane ruchy, libretto i partytury śpiewu mają bogatą wartość artystyczną. 
Opera kantońska jest nie tylko formą sztuki widowiskowej służącej rozrywce publicznej, ale może służyć jako dramat religijny prezentowany np. w ramach rytuału dziękczynienia bóstwom. Dlatego jest wysoko ceniona za swoje walory społeczne i kulturowe. 
W 2009 roku opera kantońska została wpisana na listę niematerialnego dziedzictwa UNESCO.

## Galeria

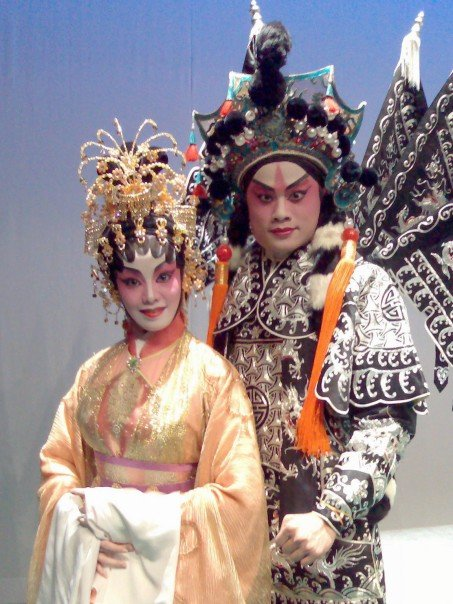
Aktorzy opery kantońskiej
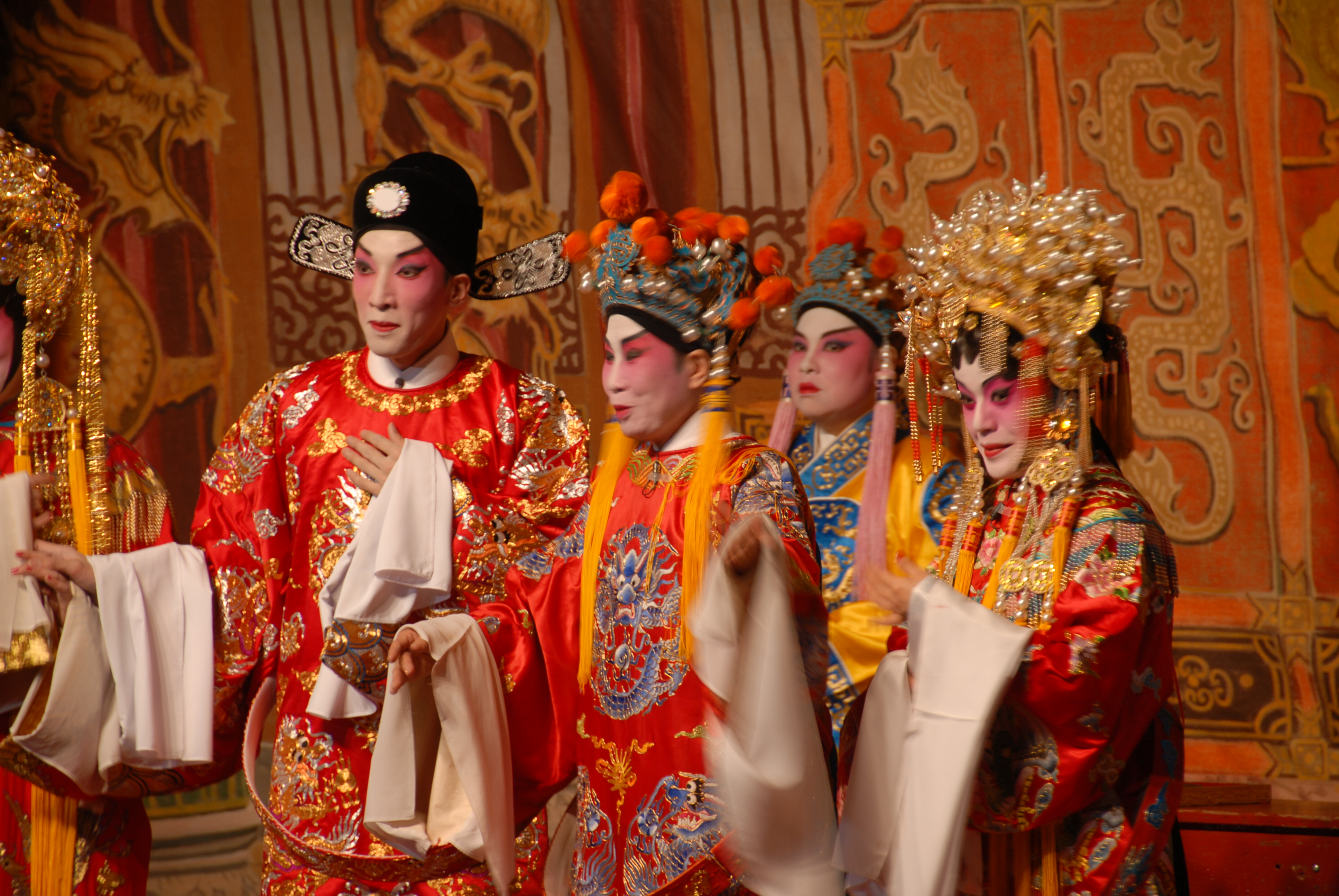
Scena z przedstawienia
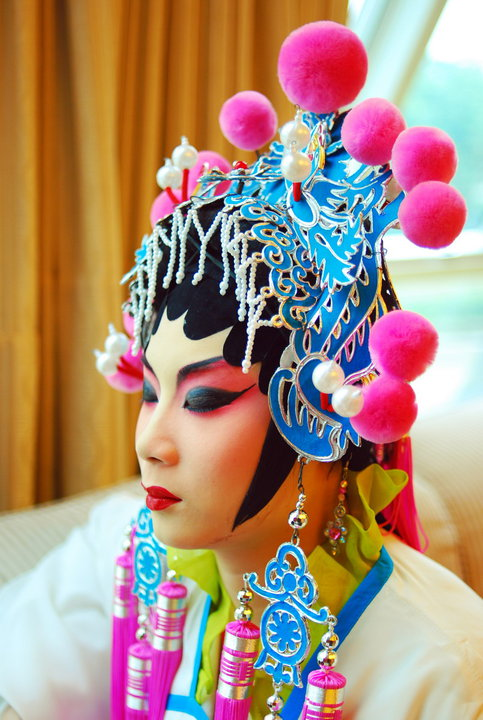
Aktorka w charakteryzacji